# Армянская епархия Батавии
Батавская епархия Эчмиадзинского патриархата Армянской Апостольской церкви (арм. Հայ Առաքելական եկեղեցու Էջմիածնի պատրիարքության Բաթավիայի թեմ) — упразднённая прелатская епархия Армянской Апостольской церкви бывшая в составе Эчмиадзинского патриархата с центром в городе Батавия (современная Джакарта).

## История
В юрисдикцию Батавской епархии входил весь остров Ява. По данным на 1911 год количество верующих данной епархии Армянской Апостольской церкви — 4.000, общин — 4.
Епархия имела 2 церкви.